# Hirigarje, Belur
Hirigarje là một làng thuộc tehsil Belur, huyện Hassan, bang Karnataka, Ấn Độ.